# Guglielmo Sanfelice d’Acquavella

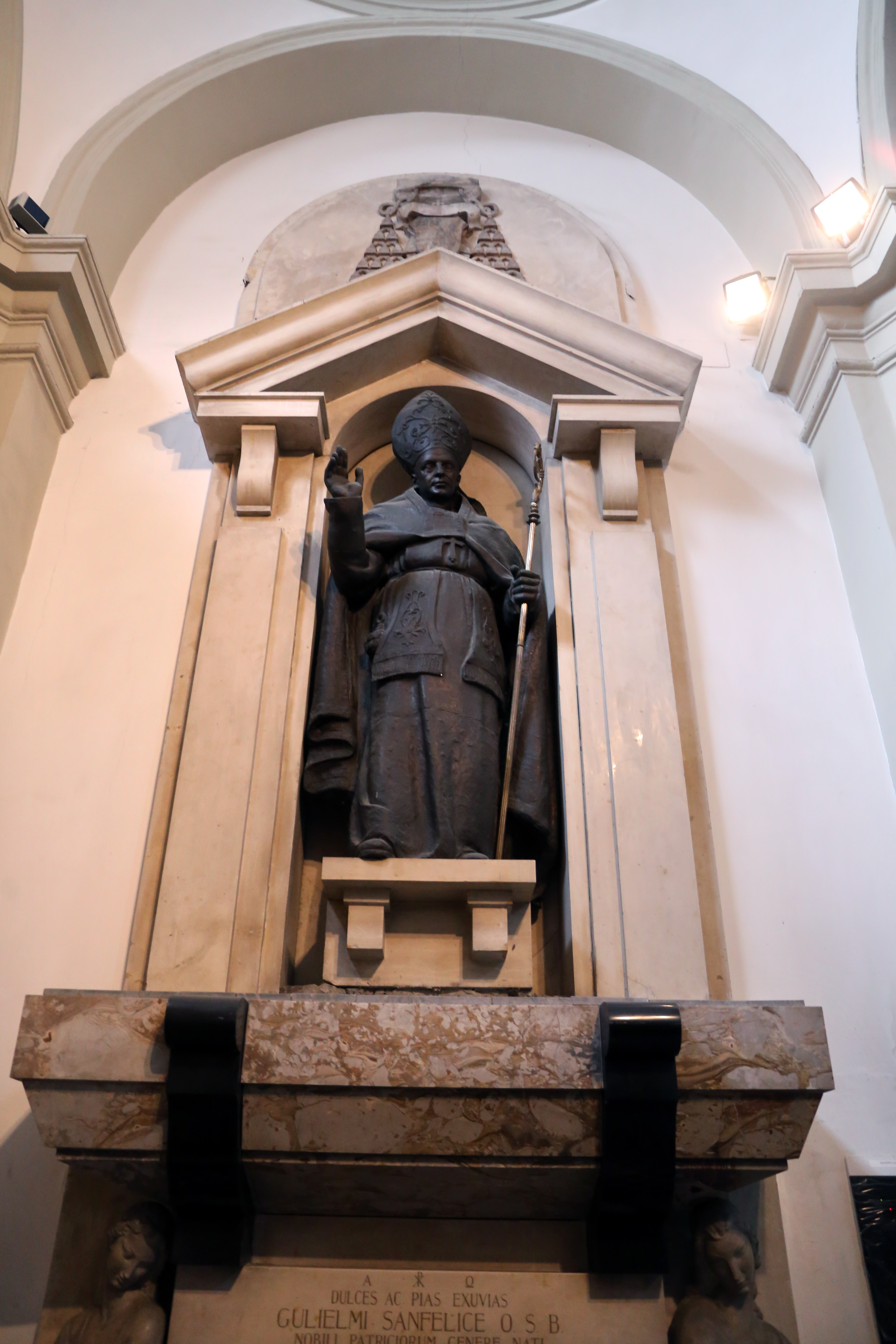
Grafmonument in de kathedraal van Napels

Wapen

Guglielmo Sanfelice d’Acquavella (Aversa, 14 april 1834 – Napels, 3 januari 1897) was kardinaal-aartsbisschop van Napels in het koninkrijk Italië.

## Levensloop
De edelman Sanfelice groeide op in het koninkrijk der Beide Siciliën, meer bepaald in de provincie Caserta. Zijn vader was Giuseppe hertog van Acquavella en zijn moeder Giovanna di Martino, barones van Montegiordano. Sanfelice werd monnik in de benedictijnenabdij van Heilige Drie-eenheid van Cava de' Tirreni. De priesterwijding vond plaats in 1857.
Als benedictijn had hij een job als lesgever in Latijn en Grieks aan de abdijschool. Deze school naast de abdij van de Heilige Drie-eenheid van Cava de’ Tirreni had hij zelf opgericht. Hij werd nadien prior van de abdij. Later in zijn carrière behaalde Sanfelice zowel een doctoraat in de theologie aan de universiteit van Napels (1875) als een doctoraat in beide rechten aan het College van Protonotarissen in Rome (1876).
In 1878 werd Sanfelice aartsbisschop van Napels. Hij ontving van de overheid van het jonge Italië tweemaal bedankingen: zowel voor zijn humanitaire hulp na de aardbeving van Casamicciola (1883) als bij de cholera-epidemie die Napels trof (1884). De kardinaalshoed nam hij in ontvangst bij paus Leo XIII in 1884. De titelkerk in Rome die de paus toewees aan Sanfelice, was de San Clemente.
Na zijn dood werd hij begraven in de kathedraal van Napels. Het grafschrift vermeldt zijn adellijke afkomst. Ook de twee rampen waar hij hulp bood, staan vermeld: de terraemotus of aardbeving en de lues asiaticus of cholera. Het praalgraf verrees in 1940.
- Gemeinsame Normdatei: 115773992X
- International Standard Name Identifier: 0000 0000 6289 5904
- Library of Congress Control Number: n90710001
- Nederlandse Thesaurus van Auteursnamen: 074599275
- Istituto Centrale per il Catalogo Unico: SBLV312573
- Virtual International Authority File: 89421625
- WorldCat: E39PBJdrKGvgMRTPxCy3yV9CcP